# الوعب (مدينة)
الوعب إحدى أكبر المشاريع العقارية الخاصة التي يجري تطويرها حاليا في دولة قطر. تعتبر «مدينة الوعب»، التي تبلغ تكلفتها الإجمالية 3.2 مليار دولار، مشروعا متكاملا ومتعدد الأنشطة والاستخدامات. تتميز «مدينة الوعب» بموقعها الفريد على عدة طرق رئيسية في الدوحة وعلى مقربة من مؤسسات تعليمية ومنشآت رياضية كبرى. ومن المتوقع إنجاز المشروع في عام 2011.

## لمحة عامة
تعد مدينة الوعب على يوتيوبإحدى أكبر المشاريع العقارية الخاصة التي يجري تطويرها حاليا في دولة قطر. وتعتبر «مدينة الوعب»، التي تبلغ تكلفتها الإجمالية 3.2 مليار دولار، مشروعا متكاملا ومتعدد الأنشطة والاستخدامات. تتميز «مدينة الوعب» بموقعها الفريد على عدة طرق رئيسية في الدوحة وعلى مقربة من مؤسسات تعليمية ومنشآت رياضية كبرى. ومن المتوقع إنجاز المشروع في عام 2011.
تضم «مدينة الوعب» مجموعة متنوعة من المباني، بما في ذلك المحلات التجارية بمساحات مختلفة، والمكاتب، والمنشآت الصحية، وفندق عالمي فخم محاط بـ «براحة الوعب». وتولي «مدينة الوعب» حركة المشاة أهمية قصوى كما توفر بيئة نظيفة وآمنة وأكثر من 10700 موقف للسيارات في كافة أنحاء المشروع. وستضم «مدينة الوعب» أكثر من 8 آلاف نسمة في ما يزيد على 2000 وحدة سكنية على مساحة إجمالية تصل إلى 1.25 مليون متر مربع، مما يجعل «مدينة الوعب» من أقل المشاريع الكبرى الجديدة في الدولة كثافة سكانية، فضلاً عن أنها تمتلك كل إمكانيات المدينة الذكية.
تستمد «مدينة الوعب» اسمها من كلمة عربية تعني قطعة الأرض الفسيحة. وبناء على هذا المفهوم، سيكون ربع مساحة المشروع مخصصاً للحدائق والمساحات الخضراء الشاسعة. وإلى جانب «براحة الوعب» المميزة، ستضم «مدينة الوعب» العديد من المتنزهات العامة والحدائق الخضراء والممرات والتشكيلات المائية، ومناطق ترفيهية خاصة للأطفال. وتمثل «مدينة الوعب»، التي تتوسطها «براحة الوعب»، تجربة متناغمة ومتكاملة. وستكون تجربة السكان على قدر مماثل من الروعة.

## خصائص المشروع
تعتبر مدينة الوعب على يوتيوب مشروعاً متعدد الإنشاءات يضم أكثر من 2000 وحدة سكنية، وحوالي 100 ألف متر مربع من مساحات تجارية و200 ألف متر مربع من المكاتب، بالإضافة إلى فندق خمس نجوم مؤلف من 200 غرفة ومرافق عامة عالمية المستوى. وستضم «مدينة الوعب» مساحات شاسعة من الأماكن العامة والحدائق الخضراء، وبراحة فريدة، ووحدات سكنية متنوعة تهدف إلى تلبية الطلب المتنامي للسكن المثالي في قطر بما يرضي جميع الأذواق.
الوحدات السكنية

• أكثر من 580 فيللا

• أكثر من 1450 شقة
فلل الليوان

• 92 وحدة متوفرة

• 871 متر مربع تقريباً

• 3 تصميمات 

• 5 غرف نوم، 3 مواقف سيارات، حوض سباحة خاص، مصعد داخلي
فلل هتان

• 185 وحدة متوفرة بمساحة 480 متر مربع تقريباً

• 4 تصميمات 

• 4 غرف نوم، موقف لسيارتين

• إمكانية الدخول إلى النوادي الخاصة بالمشروع واستخدام برك السباحة في المجمع
فلل مزن

• 78 فيللا متوفرة

• طابقان

• 3 طوابق

• 4 غرف نوم وموقف سيارة واحد 

• إمكانية الدخول إلى النوادي وبرك السباحة المجاورة
فلل السنيار

• 43 فيللا متوفرة

• نوعان من الفلل

• 3 غرف نوم

• 4 غرف نوم

• إمكانية الدخول إلى النوادي الخاصة بالمشروع وبرك السباحة المجاورة
الشقق

توفر «مدينة الوعب» مجموعة متنوعة من الشقق لإرضاء جميع الأذواق، ويتجاوز عددها 1450 شقة. وستضم «مدينة الوعب» أكثر من 400 شقة مؤلفة من غرفة نوم واحدة أو غرفتين أو 3 غرف، وسط حدائق غنائة أو مطلة على «براحة الوعب». وسيوفر المشروع أيضاً ما يزيد على 1000 شقة على جانب الشارع تتراوح بين استوديو بغرفة واحدة وشقة بأربغ غرف نوم. وسيتم تزويد جميع الشقق بمواقف للسيارات تحت الأرض.
المرافق

• النادي الخاص للصحة والرشاقة

• مراكز استجمام وأماكن لعب للأطفال في الجوار

• حدائق عامة مركزية مع بركة سباحة، نوافير، ملاعب للأطفال، وحدائق للنباتات الاستوائية

• ممرات لركوب الدراجات والمشي
براحة الوعب

تعتبر «براحة الوعب» الأولى من نوعها في الدوحة، وهي القلب النابض لمدينة الوعب. تمتد البراحة على أكثر من 44 ألف متر مربع، وتوفر منشآت فسيحة لأنشطة الهواء الطلق لسكان «مدينة الوعب» ولسكان الدوحة عموماً. وستضم «براحة الوعب» عدداً كبيراً من المحلات التجارية الراقية والمتنوعة، مما سيجعلها تفيض بالنشاط والحياة عبر مقاهيها ومطاعمها وأسواقها المفتوحة. وسوف تسهم المظلات والنوافير والحدائق الخضراء والمتنزهات في تشجيع أنشطة الهواء الطلق، وإضفاء لمسات جمالية وروحاً جديدة إلى الدوحة. وسيحتضن هذا القلب النابض لمدينة الوعب فندقاً فخماً من فئة الخمس نجوم مؤلف من 200 غرفة، بالإضافة إلى مناطق واسعة مخصصة للمطاعم والخدمات الترفيهية المتنوعة.